# Rubén Darío Gómez
Rubén Darío Gómez Bedoya (* 3. März 1940 in Santa Rosa de Cabal oder in Chinchiná; † 23. Juli 2010 in Pereira (Kolumbien)) war ein kolumbianischer Radrennfahrer.

## Sportliche Laufbahn
Gómez war im Bahnradsport und im Straßenradsport aktiv. Er war Teilnehmer der Olympischen Sommerspiele 1960 in Rom. Im olympischen Straßenrennen kam er auf den 27. Platz. Im Mannschaftszeitfahren kam das Team mit Rubén Darío Gómez, Roberto Buitrago, Pablo Hurtado und Hernán Medina auf den 16. Rang.
Er war auch Teilnehmer der Olympischen Sommerspiele 1964 in Tokio. Im olympischen Straßenrennen wurde er 69. Im Mannschaftszeitfahren kam das Team mit Rubén Darío Gómez, Pablo Hernández, Javier Suárez und Pedro Julio Sánchez auf den 21. Platz.
Die Vuelta al Valle del Cauca gewann Gómez 1961. Bei den Zentralamerika- und Karibikspielen 1962 gewann Gómez Silber im Mannschaftszeitfahren und Bronze im Straßenrennen. 1959 und 1961 siegte er in der Vuelta a Colombia. 1963 und 1964 wurde er Zweiter, 1965 Dritter. In diesem Etappenrennen gewann er insgesamt 17 Etappen. Die Clásico RCN entschied er 1961 vor Martín Emilio Rodríguez mit einem Etappensieg für sich. Er gewann auch die Bergwertung. 1962 konnte er diesen Sieg wiederholen. Die Vuelta al Valle del Cauca gewann Gómez 1961. 1964 gewann er die Vuelta a Guatemala mit einem Etappensieg und wurde auch Bergkönig der Rundfahrt. Er holte einen Etappensieg in der Mexiko-Rundfahrt und gewann das Bergklassement.